# 米尼奥维拉尔 (旧市镇)
米尼奥维拉尔（法語：Mignovillard，法語發音：[miɲɔvilaʁ]）是法国汝拉省的一个旧市镇，属于隆斯勒索涅区。2016年，米尼奥维拉尔与市镇科米纳耶昂蒙塔涅合并为新的米尼奥维拉尔。

## 地理
米尼奥维拉尔（46°47'29"N, 6°7'33"E）面积49.81 平方千米，位于法国勃艮第-弗朗什-孔泰大區汝拉省，该省份为法国东部内陆省份，北起上索恩省，西北接科多尔省，西临索恩-卢瓦尔省，南至安省，东与杜省和瑞士接壤。
与米尼奥维拉尔接壤的市镇（或旧市镇、城区）包括：沃和尚特格吕、雷莫赖布热翁、龙德方丹、塞尔涅博、拉拉泰特、隆科雄、米耶日、桑索、比耶迪富尔、博讷沃、莱蓬泰、科米纳耶昂蒙塔涅、莫尔普雷。

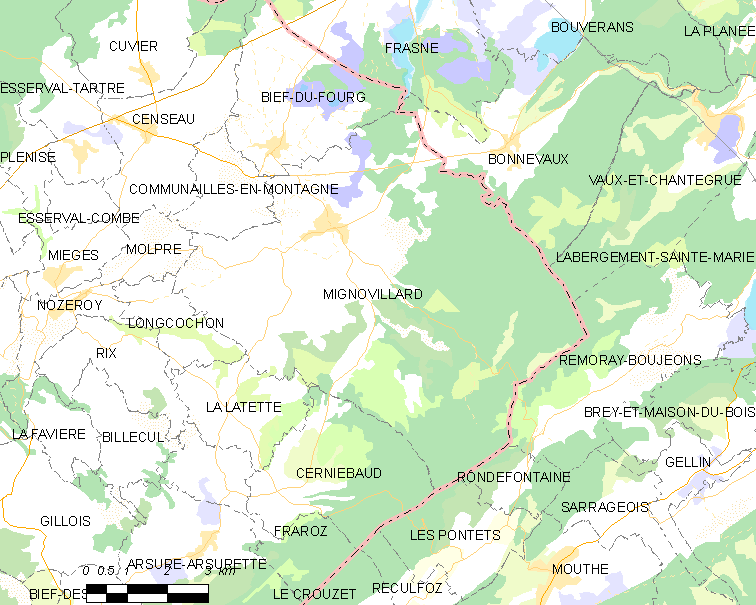
的OSM定位图

米尼奥维拉尔的时区为UTC+01:00、UTC+02:00（夏令时）。

## 行政
米尼奥维拉尔的邮政编码为39250，INSEE市镇编码为39331。

## 政治
米尼奥维拉尔所属的省级选区为圣洛朗昂格朗沃县。

## 人口

1962-2008年间人口变化图示

米尼奥维拉尔于2016年1月1日时的人口数量为828人。